# Ruud Jacobs
Rudolf (Ruud) Jacobs (Hilversum, 3 mei 1938 – Nieuwkoop, 18 juli 2019) was een Nederlandse contrabassist en producer.

## Jeugd
Ruud Jacobs werd geboren in Hilversum. Zijn vader was advocaat maar was daarnaast ook amateur-pianist. Zijn moeder was balletlerares, en runde aan huis een balletschool. Ruud en zijn broer, pianist Pim Jacobs, groeiden zodoende op in een artistiek gezin. Het was dan ook niet vreemd dat beide broers de muziek in gingen.
Jacobs begon als elfjarige op de blokfluit, en speelde binnen enkele maanden composities van de Amerikaanse altsaxofonist Charlie Parker. Vanaf zijn dertiende speelde hij altsaxofoon, en volgde les bij Bep Rowold, oprichter van de Skymasters. Al gauw ruilde hij de altsax in voor de tenorsaxofoon. Op zijn vijftiende begon hij contrabas te spelen. Hij studeerde vier jaar aan het Conservatorium van Amsterdam bij Cees de Ligt, een van de bassisten van het Concertgebouworkest.

## Carrière

### Jaren '50-'60

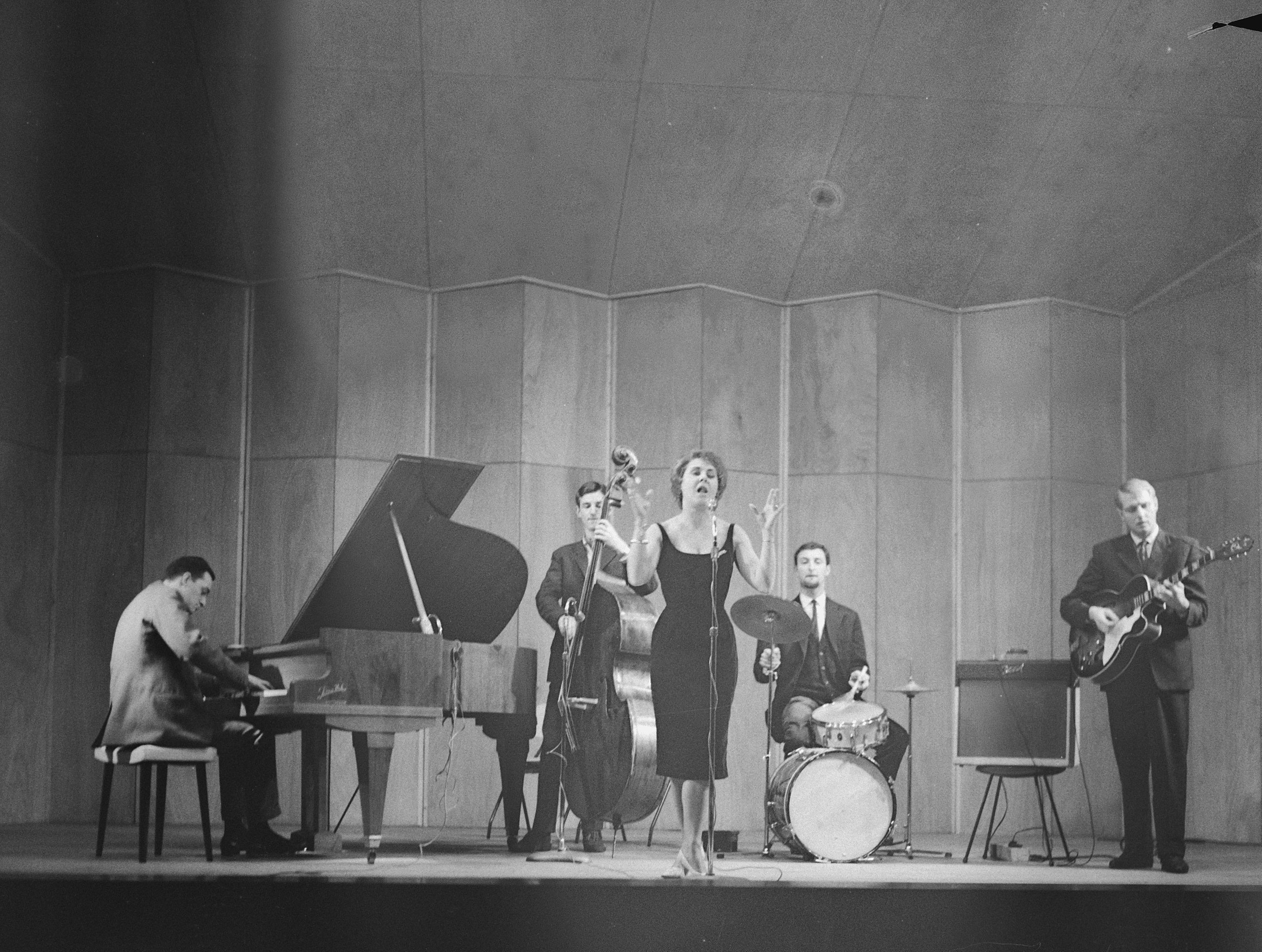
V.l.n.r.: Pim Jacobs, Ruud Jacobs, Rita Reys, Cees See en Wim Overgaauw (1960)

Begin jaren vijftig werd het Trio Pim Jacobs opgericht, met in de eerste bezetting naast Ruud Jacobs op contrabas, Cees See op drums. De eerste LP’s werden gemaakt met Bud Shank en Bob Cooper, Tony Scott en Herbie Mann. In 1957, op zijn negentiende, werd Jacobs, als enige bassist uit Europa, uitverkoren om deel uit te maken van de International Youth Band in de Verenigde Staten. Hij speelde onder anderen met Louis Armstrong tijdens het Newport Jazz Festival, en op de Wereldtentoonstelling Expo 58 in Brussel in 1958.
Hierna volgende vele tournees en plaatopnamen met Johnny Griffin, Rita Reys, Kenny Clarke, Bud Powell, Bill Evans, Clark Terry, Stan Getz, Sonny Rollins, Gerry Mulligan, Art Farmer, Eddy Daniels, Tony Bennett, Sarah Vaughan en vele anderen.
Vanaf de jaren zestig volgden de grote successen met Rita Reys, die in 1960 tijdens het internationale jazzfestival van Juan-les-Pins/Antibes werd uitgeroepen tot Europe's First Lady of Jazz. Binnen het Trio Pim Jacobs was Cees See inmiddels vervangen door gitarist Wim Overgaauw. Zonder drummer dus, in navolging van het Trio Oscar Peterson. Reys en het trio toerden langs alle grote Europese jazzfestivals, en maakten platen met onder anderen Kenny Clarke en Johnny Griffin.

### Jaren '70-'90
Vanaf de jaren zeventig ging Jacobs zich naast het musiceren ook bezighouden met het produceren van platen, eerst voor platenmaatschappij CBS, later voor Phonogram en Universal. Vele grote namen zouden in de hieropvolgende decennia het succes van hun elpees en cd's mede te danken hebben aan zijn vakmanschap. Enkele namen met wie hij in dit kader samenwerkte: Claus Ogerman, Thijs van Leer, Rita Reys, Toots Thielemans, Jan Akkerman, Laurens van Rooyen, Jaap van Zweden, Gerard Cox, Lori Spee en Laura Fygi. Ook was hij de producer van de eerste reeks cd's van violist André Rieu.

### Jaren 2000
De broers Pim en Ruud waren erg close, niet alleen door hun liefde voor de muziek, maar ook door die voor de natuur. Decennialang gingen ze regelmatig samen vissen. De dood van Pim, in 1996, was een grote klap voor Ruud, en hij speelde in de jaren daarna dan ook vrijwel niet. Als musicus in hart en nieren kon hij het toch niet laten, en ging weer aan de slag.
Sindsdien trad Jacobs dan ook weer veel op, vooral met zijn schoonzus Rita Reys, pianist Peter Beets, drummer Joost Patocka, gitarist Martijn van Iterson, en tenorsaxofonist Ferdinand Povel. Reys en het kwintet traden onder andere op tijdens het North Sea Jazz Festival, en in 2007 namen ze in een uitverkocht Koninklijk Theater Carré de DVD "Rita Reys Live at Carré" op. Producties van de laatste jaren zijn onder andere: Rita Reys: Beautiful Love - A tribute to Pim Jacobs, Toots Thielemans: Toots & Friends, Laura Fygi: Rendez Vous.
Jacobs vierde zijn 70e verjaardag in een uitverkocht Bimhuis in Amsterdam, bij welke gelegenheid hij werd geridderd tot Ridder in de Orde van Oranje-Nassau. De bijbehorende versierselen kreeg hij opgespeld door de burgemeester Buijserd van Nieuwkoop, waar hij en zijn vrouw Liselore Gerritsen woonachtig waren. Vele collega's waren naar Amsterdam gekomen om het feest op muzikale wijze mee te vieren. Natuurlijk was Rita Reys, met wie Ruud dat jaar 55 jaar op het podium stond, van de partij, evenals onder anderen Benjamin Herman, Thijs van Leer, Han Bennink, Cor Bakker, Kim Hoorweg en Laura Fygi.
Jacobs overleed in 2019 op 81-jarige leeftijd.

## Documentaire
- Als je in een Mercedes rijdt mag je geen succes hebben in de serie NJA Jazzportretten (Jan Kelder)

- Bibliothèque nationale de France: cb14648764p (data)
- Gemeinsame Normdatei: 134821726
- International Standard Name Identifier: 0000 0000 5852 6962
- Library of Congress Control Number: no2008000632
- MusicBrainz: dcf2ed8b-058b-4212-9cc5-da9936dbed2e
- Virtual International Authority File: 79799932
- WorldCat: E39PBJfGX7t9yGYRgkbG4tWYyd